# Bpifrance
Bpifrance — французский государственный инвестиционный банк, сочетает в себе черты суверенного фонда, экспортно-импортного банка и банка развития. Bpifrance был создан в 2013 году объединением нескольких государственных организаций. Штаб-квартира расположена в Мезон-Альфоре (пригород Парижа). Является значимым институтом для финансовой системы Евросоюза и, соответственно, находится под надзором Европейского центрального банка.

## История
Старейший предшественник, Crédit national hôtelier, был создан в 1923 году. В 1936 году была учреждена Caisse nationale des marchés de l’État (CNME, Национальная касса государственной торговли). В 1967 году было создано Agence nationale de valorisation de la recherche (ANVAR, Национальное агентство финансирования исследований). В 1974 году была учреждена Groupement interprofessionnel de la petite et moyenne entreprise (GIPME, Межпрофессиональная группа малого и среднего бизнеса). В 1980 году Crédit national hôtelier, CNME и GIPME были объединены в Crédit d’équipement des PME (CEPME, Кредитование оборудования для малого и среднего бизнеса). В 1982 году было основано государственное предприятие по управлению инвестиционными фондами Sofaris; в 1996 году оно было объединено с CEPME под названием Banque du développement des PME (BDPME, Банк развития малого и среднего бизнеса).
В 1998 году Caisse des Dépôts et Consignations создала дочернюю структуру по поддержке малого и среднего бизнеса CDC PME, в 2004 году она была переименована в CDC Entreprises. В 2005 году было создано OSEO, вобравшее в себя BDPME и ANVAR. В 2008 году был создан Fonds Stratégique d’Investissement (FSI, Стратегический инвестиционный фонд). В конце 2012 года был принят закон о создании Bpifrance (Banque publique d’investissement, Публичный инвестиционный банк), этот банк был официально учреждён 12 июля 2013 года слиянием OSEO, CDC Entreprises и FSI. В 2017 году в Bpifrance было влито подразделение КОФАСЕ, отвечавшие за государственное гарантирование экспортных операций, оно сформировало дочернюю компанию Bpifrance Assurance Export.

## Собственники и руководство
У Bpifrance два основных акционера — EPIC Bpifrance и Caisse des Dépôts et Consignations (по 49,18 % акций). Оба полностью контролируются государством.
- Эрик Ломбард (Éric Lombard, род. 16 мая 1958 года) — председатель совета директоров с декабря 2020 года, также генеральный директор Caisse des Dépôts et Consignations.
- Николя Дюфурк (Nicolas Dufourcq, род. 18 июля 1963 года) — генеральный директор (CEO) с 2013 года.

## Деятельность
Основными направлениями деятельности являются:
- финансовая поддержка французских крупных и средних компаний;
- поддержка французского экспорта (финансирование, страхование, продвижение товаров);
- ускорение роста старт-апов и малого бизнеса.

Основным источником капитала Bpifrance является выпуск облигаций. По состоянию на июнь 2024 года держателями облигаций Bpifrance были более 500 организаций из 40 стран, основная сумма приходилась на инвесторов из Франции (44 %), далее следовали Германия (12 %), Великобритания (10 %), остальная Европа (20 %), страны Азии (9 %), США (2 %), страны Африки (2 %) и страны Ближнего Востока (2 %). Также Bpifrance имеет фонды, в которые привлекаются средства институциональных и частных инвесторов; по состоянию на конец 2023 года активы под управлением Bpifrance составляли 52 млрд евро.
Основные дочерние структуры:
- Bpifrance Régions — фонд регионального развития;
- Bpifrance Courtage
- Bpifrance Assurance Export — поддержка французского экспорта;
- Bpifrance Participations — покупка долей в компаниях
  - Bpifrance Investissement — управление активами
  - Bpifrance International Capital
  - FSI PME Portefeuille — поддержка малого и среднего бизнеса

Bpifrance имеет доли в ряде публичных компаний и организаций:
- STMicroelectronics — производство микросхем;
- Eutelsat — спутниковая связь (13,59 %);
- Soitec — производство полупроводниковых пластин (11,46 %);
- Vantiva — производство телекоммуникационного оборудования (7,84 %);
- Orange — мобильная связь (8,20 %)
- Stellantis — производство автомобилей (6,08 %);
- Constellium — алюминиевый прокат;
- Criteo[англ.] — рекламные услуги;
- Sequans[англ.] — полупроводниковая компания;
- Getaround[англ.] — каршеринг;
- Doctolib — медицинское обслуживание (12,55 %);
- Valeo — поставщик автокомплектующих (9,55 %);
- Verallia — производство стеклянной тары (12,53 %);
- Worldline — платёжная система (7,89 %);
- Future French Champions — фонд венчурного финансирования;
- Mecadev — научные исследования;
- Alsabail — кредитное агентство в сфере недвижимости (40,7 %).